# 世界知的所有権機関と世界貿易機関との協定
世界知的所有権機関と世界貿易機関との協定（せかいちてきしょゆうけんきかんとせかいぼうえききかんとのきょうてい、英：Agreement between the World Intellectual Property Organization and the World Trade Organization）は、世界知的所有権機関（WIPO）と世界貿易機関（WTO）の協力について定めた国際機関間の条約である。

## 概要
知的財産権に関する国際条約は長らく知的財産権を専門とする国際連合の専門機関であるWIPOのもとで作成・管理されてきたが、1994年に作成された世界貿易機関を設立するマラケシュ協定（WTO設立協定）の一部（附属書1c）を成す知的所有権の貿易関連の側面に関する協定（TRIPS協定）では、WIPOが管理する工業所有権の保護に関するパリ条約や文学的及び美術的著作物の保護に関するベルヌ条約といった既存の条約の主要条項を遵守することを義務づける一方、知的財産権の保護についてのより厳しい規定や、行使についての規定が盛り込まれた。
この協定は、TRIPS協定の実施にあたって同協定で準用される条約の運営管理を行うWIPOの協力が必要となったことや、ともに知的財産に関する条約を管理する両機関の間で調整が必要となったことから、1995年12月22日に両機関の本部が置かれるスイスのジュネーヴで作成され、1996年1月1日に発効した。
全5条からなり、
- WTO加盟国及びその国民は、WIPO加盟国及びその国民と同様の条件で、WIPOが有する法令コレクションやデータベースにアクセスできること、
- WTO加盟国は、WIPO国際事務局に法令を送付している場合、その旨の通知を以て、TRIPS協定第63条2に規定されるTRIPS理事会への法令の通報に代えることができること、
- WTO事務局は、TRIPS協定第63条2に基づいて通報された法令を、WIPO国際事務局に提供すること（以上、第2条）、
- TRIPs協定第2条で遵守が求められるパリ条約6条の3の紋章の通知の事務を、WIPO国際事務局が行うこと（第3条）、
- 両機関は、一方にしか加盟していない開発途上国に対して、加盟国と同様の法律的・技術的協力を行うこと（第4条）、

等が定められている。